# Laguna (provins)

Lagunas läge i Filippinerna

Laguna är en provins i Filippinerna som ligger i regionen CALABARZON. Den har 3 035 081 invånare (2015) på en yta av 1 760 km². Administrativ huvudort är Santa Cruz.
Provinsen är indelad i 27 kommuner och 3 städer. Större städer och orter är Biñan, Cabuyao, Calamba, San Pablo City, San Pedro, Santa Cruz och Santa Rosa.